# Harry Griffiths (cầu thủ bóng đá, sinh năm 1886)
Harry Griffiths (sinh ngày 1 tháng 2 năm 1886) là một cựu cầu thủ bóng đá người Anh từng thi đấu ở vị trí hậu vệ.